# Nhịp tim
Nhịp tim là tốc độ nhịp tim đo bằng số lần co thắt (nhịp đập) của tim mỗi phút (bpm - beat per minute). Nhịp tim có thể thay đổi theo nhu cầu thể chất của cơ thể, bao gồm cả nhu cầu hấp thu oxy và bài tiết carbon dioxide. Nó thường bằng hoặc gần với xung được đo tại bất kỳ điểm ngoại vi nào. Các hoạt động có thể tạo ra thay đổi bao gồm tập thể dục, ngủ, lo lắng, căng thẳng, bệnh tật và khi uống thuốc.
Hiệp hội Tim mạch Hoa Kỳ cho biết nhịp tim người lớn nghỉ ngơi bình thường là 60–100 bpm. Nhịp tim nhanh là nhịp tim được xác định là trên 100 bpm lúc nghỉ ngơi. Nhịp tim chậm là một nhịp tim được định nghĩa là dưới 60 bpm khi nghỉ ngơi. Trong giấc ngủ, nhịp tim chậm đi với tốc độ khoảng 40-50 bpm là phổ biến và được coi là bình thường. Khi tim không đập theo cách thông thường, điều này được gọi là loạn nhịp tim. Bất thường của nhịp tim đôi khi chỉ ra bệnh lý.

## Sinh lý học

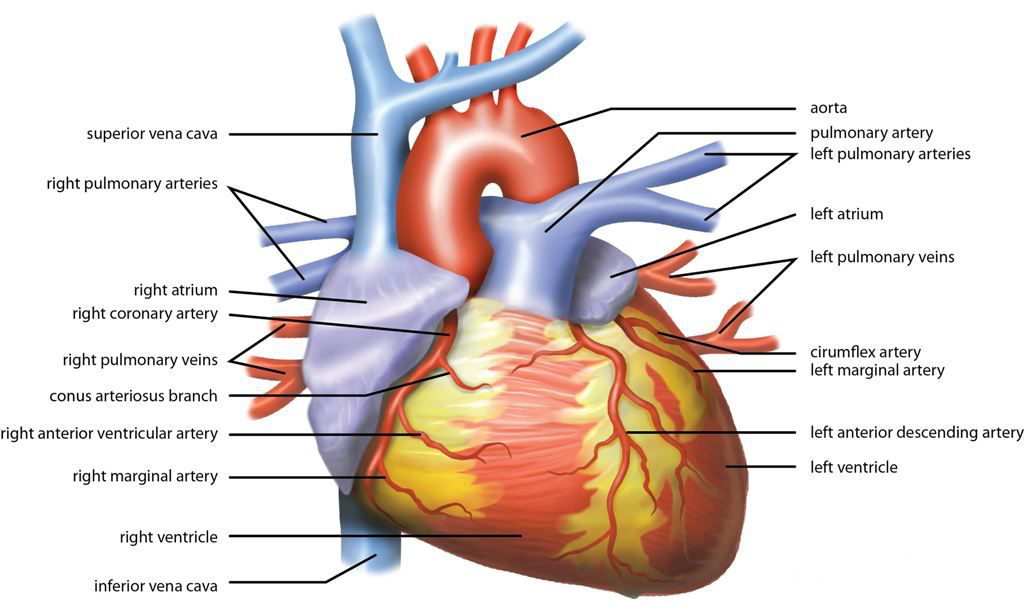
Anatomy of the Human Heart, made by Ties van Brussel

Trong khi nhịp tim được điều hòa hoàn toàn bởi nút xoang nhĩ trong điều kiện bình thường, nhịp tim được điều chỉnh bởi đầu vào giao cảm và giao cảm với nút xoang nhĩ. Các dây thần kinh gia tốc cung cấp đầu vào thông cảm cho tim bằng cách giải phóng norepinephrine lên các tế bào của nút xoang nhĩ (nút SA), và dây thần kinh phế vị cung cấp đầu vào giao cảm với tim bằng cách giải phóng acetylcholine vào các tế bào nút xoang nhĩ. Do đó, kích thích thần kinh gia tốc tăng nhịp tim, trong khi kích thích dây thần kinh phế vị làm giảm nhịp tim.
Vì nước và máu là những chất lỏng không thể nén được, một trong những cách sinh lý để cung cấp nhiều máu hơn đến các cơ quan là tăng nhịp tim. Nhịp tim khi nghỉ ngơi bình thường nằm trong khoảng từ 60 đến 100 bpm. Nhịp tim chậm được định nghĩa là nhịp tim lúc nghỉ ngơi dưới 60 bpm. Tuy nhiên, nhịp tim từ 50 đến 60 bpm là phổ biến ở những người khỏe mạnh và không nhất thiết phải chú ý đặc biệt. Nhịp tim nhanh được định nghĩa là nhịp tim khi nghỉ ngơi trên 100 bpm, mặc dù tỷ lệ nghỉ ngơi kéo dài từ 80 đến 100 bpm, chủ yếu nếu chúng xuất hiện trong khi ngủ, có thể là dấu hiệu của cường giáp hoặc thiếu máu (xem bên dưới).
• Thuốc kích thích hệ thần kinh trung ương như amphetamine thay thế làm tăng nhịp tim.
• Thuốc trầm cảm hoặc thuốc an thần của hệ thần kinh trung ương làm giảm nhịp tim (ngoại trừ một số loại đặc biệt kỳ lạ có tác dụng kỳ lạ không kém, chẳng hạn như ketamine có thể gây ra - trong số nhiều thứ khác - tác dụng giống như chất kích thích chẳng hạn như nhịp tim nhanh).
Có nhiều cách khiến nhịp tim tăng hoặc chậm lại. Hầu hết liên quan đến endorphin giống như chất kích thích và hormone được giải phóng trong não, một số trong số đó là những hormone bị 'ép buộc' / 'bị dụ dỗ' ra ngoài khi ăn và chế biến các loại thuốc như cocaine hoặc atropine.
Phần này thảo luận về nhịp tim mục tiêu cho những người khỏe mạnh, nhịp tim này sẽ cao không thích hợp đối với hầu hết những người bị bệnh mạch vành.

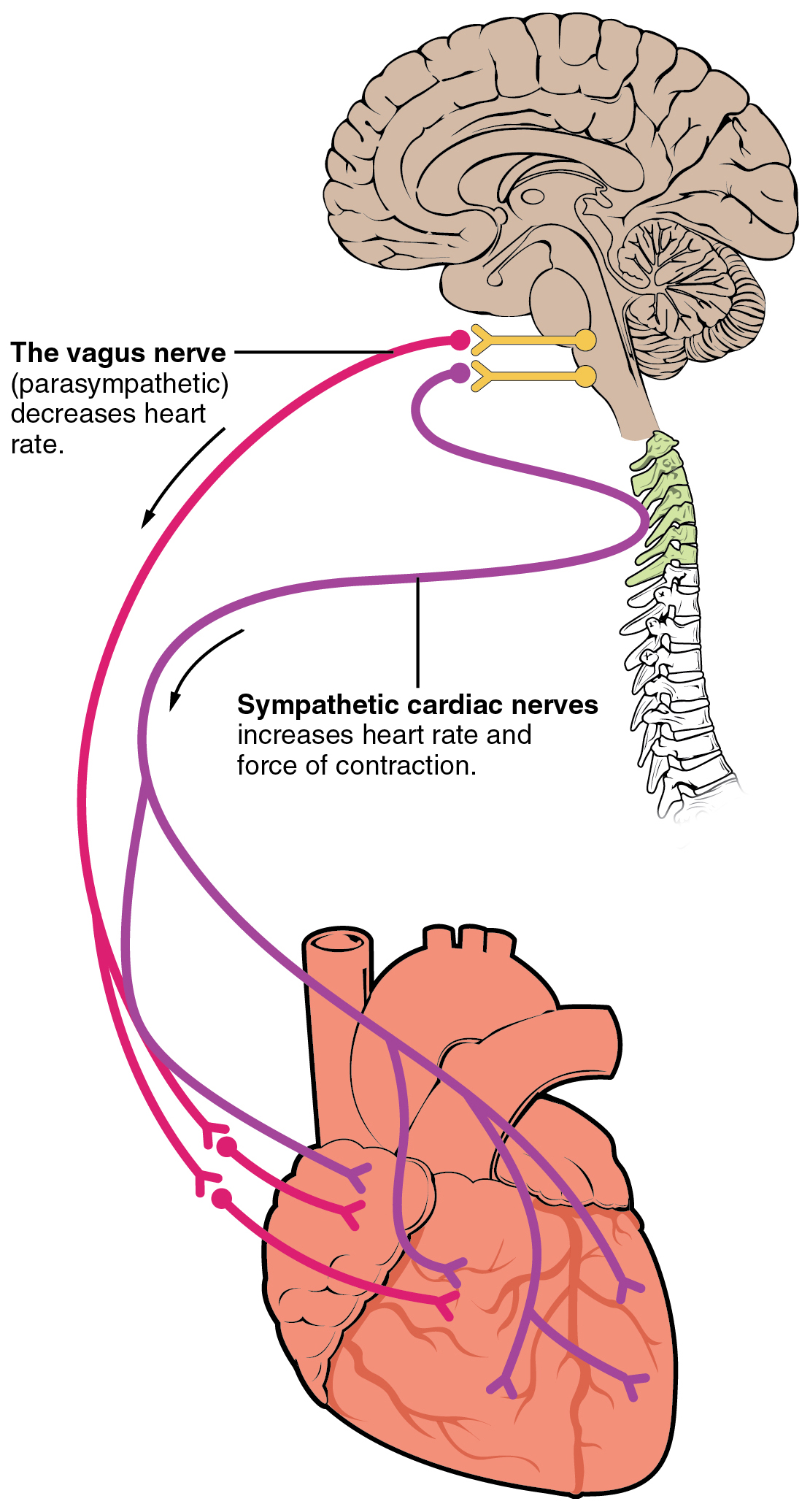
Hoạt động tự động của tim - Máy tăng tốc tim và các vùng ức chế tim là các thành phần của các trung tâm tim ghép nối nằm trong ống tủy của não. Chúng kích hoạt tim thông qua các dây thần kinh tim giao cảm làm tăng hoạt động của tim và các dây thần kinh phế vị (phó giao cảm) làm chậm hoạt động của tim.

### Ảnh hưởng từ hệ thần kinh trung ương
Trung tâm tim mạch
Nhịp tim được tạo ra nhịp nhàng bởi nút xoang nhĩ. Nó cũng chịu ảnh hưởng của các yếu tố trung ương thông qua các dây thần kinh giao cảm và phó giao cảm. Ảnh hưởng của thần kinh đối với nhịp tim tập trung trong hai trung tâm tim mạch ghép đôi của tủy sống. Các vùng của máy tăng nhịp tim kích thích hoạt động thông qua kích thích giao cảm của các dây thần kinh của máy tăng tốc tim, và các trung tâm ức chế tim làm giảm hoạt động của tim thông qua kích thích phó giao cảm như một thành phần của dây thần kinh phế vị. Trong thời gian nghỉ ngơi, cả hai trung tâm cung cấp kích thích nhẹ cho tim, góp phần vào giai điệu tự chủ. Đây là một khái niệm tương tự như trương lực trong cơ xương. Thông thường, kích thích phế vị chiếm ưu thế, không được kiểm soát, nút SA sẽ bắt đầu nhịp xoang khoảng 100 bpm.
Cả hai kích thích giao cảm và phó giao cảm đều chảy qua đám rối tim ghép nối gần đáy tim. Trung tâm máy tăng nhịp tim cũng gửi các sợi bổ sung, hình thành các dây thần kinh tim thông qua các hạch giao cảm (hạch cổ tử cung cộng với hạch ngực trên T1-T4) đến cả nút SA và nút AV, cộng với các sợi bổ sung đến tâm nhĩ và tâm thất. Tâm thất có nhiều sợi giao cảm bên trong hơn là sợi phó giao cảm. Kích thích giao cảm gây ra sự giải phóng chất dẫn truyền thần kinh norepinephrine (còn được gọi là noradrenaline) tại điểm nối thần kinh cơ của các dây thần kinh tim. Điều này làm rút ngắn thời gian tái phân cực, do đó đẩy nhanh tốc độ khử cực và co bóp, dẫn đến tăng nhịp tim. Nó mở ra các kênh ion natri và canxi hóa học hoặc phối tử, cho phép dòng các ion tích điện dương tràn vào.
Norepinephrine liên kết với thụ thể beta-1. Thuốc cao huyết áp được sử dụng để ngăn chặn các thụ thể này và do đó làm giảm nhịp tim.

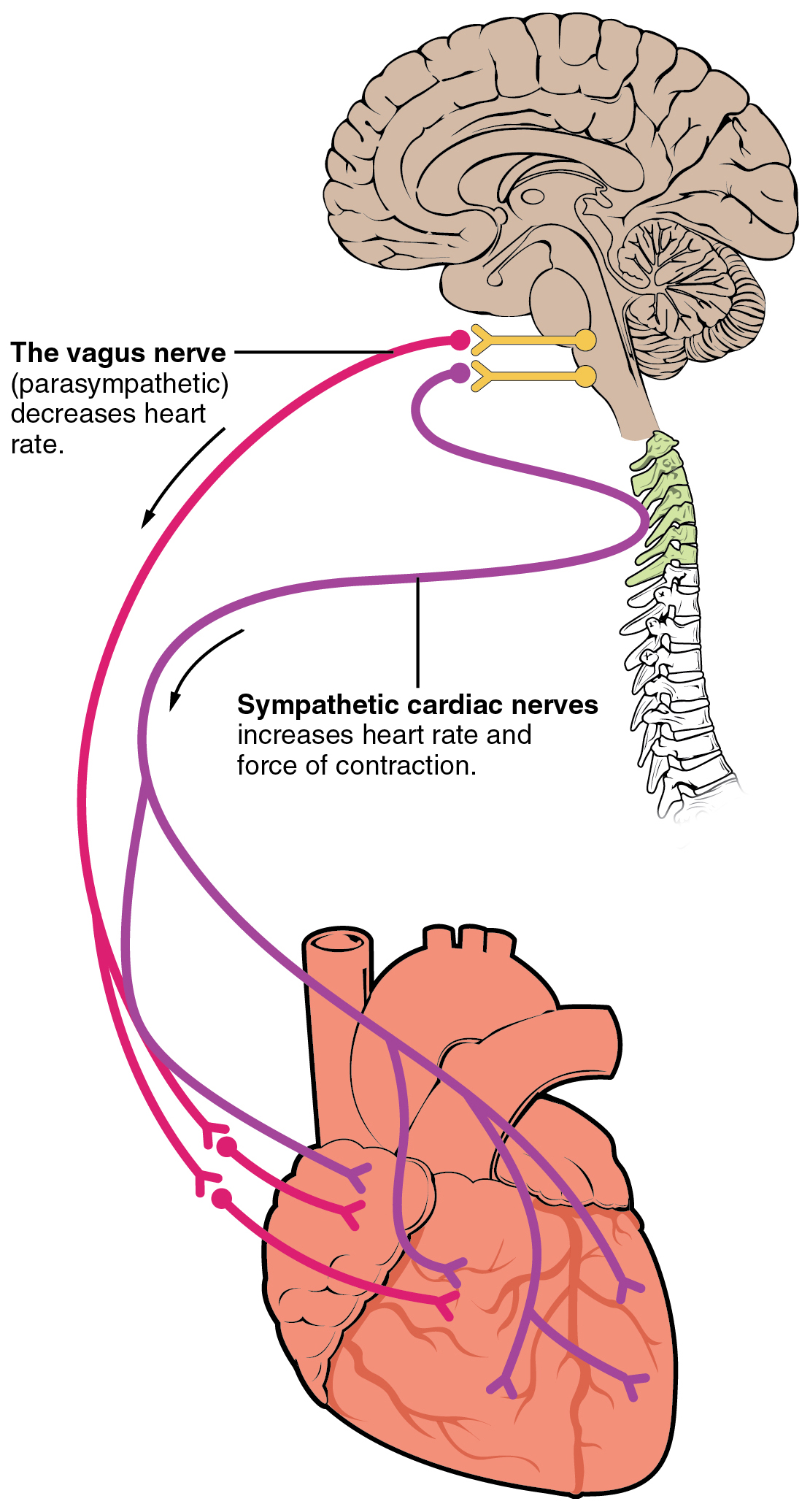
Hoạt động tự động của tim - Máy tăng tốc tim và các vùng ức chế tim là các thành phần của các trung tâm tim ghép nối nằm trong ống tủy của não. Chúng kích hoạt tim thông qua các dây thần kinh tim giao cảm làm tăng hoạt động của tim và các dây thần kinh phế vị (phó giao cảm) làm chậm hoạt động của tim.

Kích thích phó giao cảm bắt nguồn từ vùng ức chế tim của não với các xung truyền qua dây thần kinh phế vị (dây thần kinh sọ X). Dây thần kinh phế vị gửi các nhánh đến cả nút SA và nút AV, và đến các phần của cả tâm nhĩ và tâm thất. Kích thích phó giao cảm giải phóng chất dẫn truyền thần kinh acetylcholine (ACh) tại điểm nối thần kinh cơ. ACh làm chậm nhịp tim bằng cách mở các kênh ion kali do hóa chất hoặc phối tử tạo ra để làm chậm tốc độ khử cực tự phát, kéo dài quá trình tái phân cực và tăng thời gian trước khi xảy ra quá trình khử cực tự phát tiếp theo. Nếu không có bất kỳ kích thích thần kinh nào, nút SA sẽ thiết lập nhịp xoang khoảng 100 bpm. Vì tỷ lệ nghỉ ngơi ít hơn đáng kể so với mức này, nên hiển nhiên là kích thích phó giao cảm thường làm chậm nhịp tim. Điều này tương tự như một cá nhân lái xe ô tô với một chân trên bàn đạp phanh. Để tăng tốc, người ta chỉ cần bỏ chân khỏi phanh và để động cơ tăng tốc độ. Trong trường hợp của tim, giảm kích thích phó giao cảm làm giảm giải phóng ACh, cho phép nhịp tim tăng lên đến khoảng 100 bpm. Bất kỳ sự gia tăng nào vượt quá tỷ lệ này sẽ cần đến sự kích thích giao cảm.
Đầu vào cho các trung tâm tim mạch

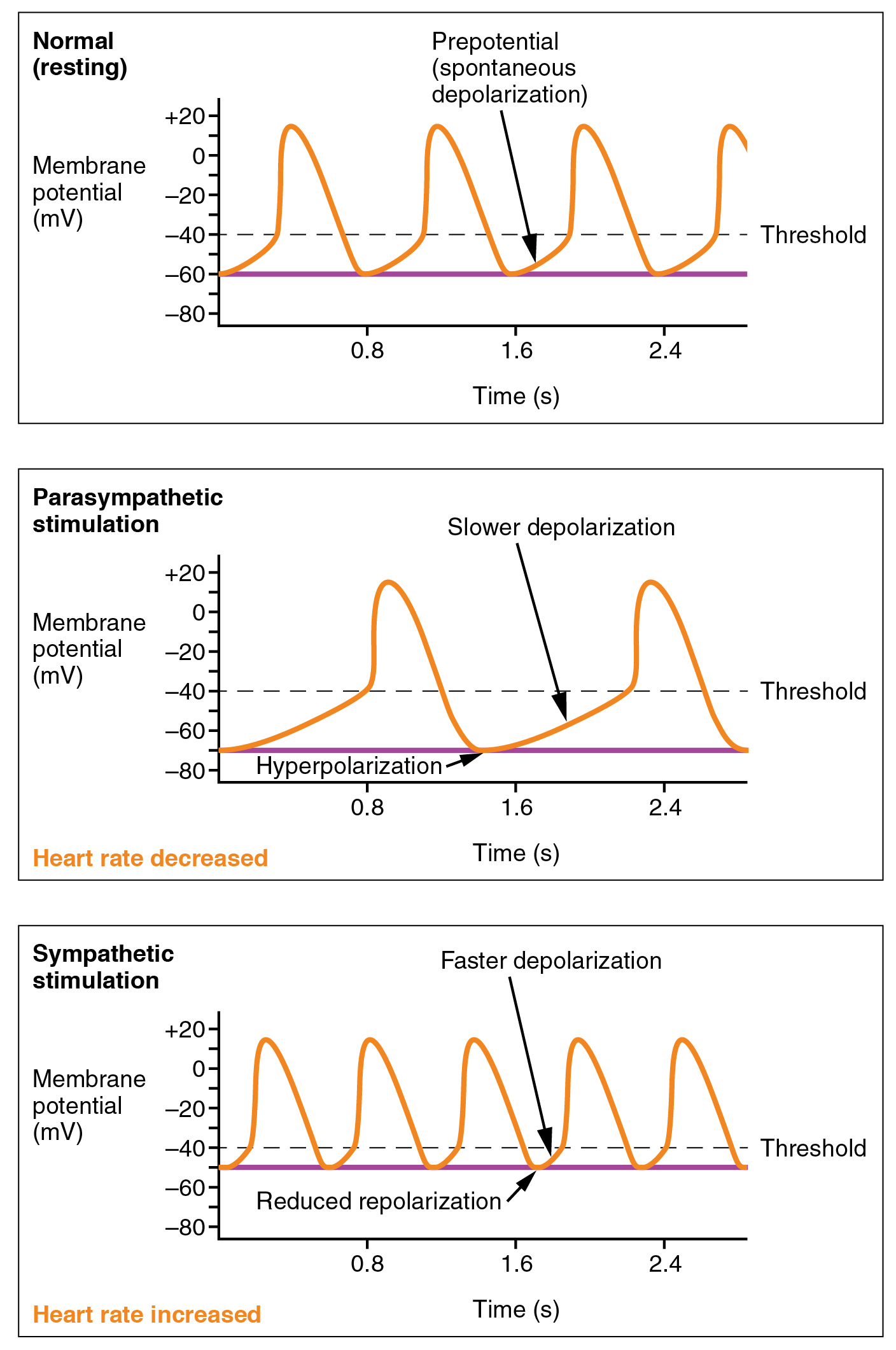
Ảnh hưởng của kích thích phó giao cảm và phó giao cảm đến nhịp xoang bình thường - Sóng khử cực trong nhịp xoang bình thường cho thấy nhịp tim ổn định khi nghỉ. Sau khi kích thích phó giao cảm, nhịp tim chậm lại. Sau khi kích thích giao cảm, HR tăng lên.

Các trung tâm tim mạch nhận đầu vào từ một loạt các thụ thể nội tạng với các xung động truyền qua các sợi cảm giác nội tạng trong phế vị và dây thần kinh giao cảm thông qua đám rối tim. Trong số các thụ thể này có nhiều thụ thể thụ thể, thụ thể baroreceptor và thụ thể hóa học, cộng với các kích thích từ hệ limbic thường cho phép điều hòa chính xác chức năng tim, thông qua phản xạ tim. Hoạt động thể chất tăng lên dẫn đến tăng tốc độ bắn bởi các thụ thể khác nhau nằm trong cơ, bao khớp và gân. Các trung tâm tim mạch theo dõi tốc độ tăng bắn này, ức chế kích thích phó giao cảm hoặc tăng kích thích giao cảm khi cần thiết để tăng lưu lượng máu.
Tương tự như vậy, các thụ thể baroreceptor là các thụ thể căng nằm trong xoang động mạch chủ, các thân động mạch cảnh, các tĩnh mạch chủ và các vị trí khác, bao gồm cả các mạch phổi và chính bên phải của tim. Tốc độ bắn từ các cơ quan thụ cảm thể hiện huyết áp, mức độ hoạt động thể chất và sự phân bố tương đối của máu. Các trung tâm tim giám sát hoạt động của baroreceptor để duy trì cân bằng nội môi của tim, một cơ chế được gọi là phản xạ baroreceptor. Khi tăng áp lực và kéo căng, tốc độ kích hoạt baroreceptor tăng lên, và các trung tâm tim giảm kích thích giao cảm và tăng kích thích phó giao cảm. Khi áp lực và độ giãn giảm, tốc độ kích hoạt baroreceptor giảm, và các trung tâm tim tăng kích thích giao cảm và giảm kích thích phó giao cảm.
Có một phản xạ tương tự, được gọi là phản xạ tâm nhĩ hoặc phản xạ Bainbridge, liên quan đến tốc độ thay đổi của dòng máu đến tâm nhĩ. Sự trở lại của tĩnh mạch tăng lên kéo dài các bức tường của tâm nhĩ, nơi đặt các cơ quan thụ cảm chuyên biệt. Tuy nhiên, khi các cơ quan thụ cảm ở tâm nhĩ tăng tốc độ bắn và khi chúng căng ra do huyết áp tăng, trung tâm tim phản ứng bằng cách tăng kích thích giao cảm và ức chế kích thích phó giao cảm để tăng nhịp tim. Điều ngược lại cũng đúng.
Các sản phẩm phụ trao đổi chất gia tăng liên quan đến tăng hoạt động, chẳng hạn như carbon dioxide, ion hydro và axit lactic, cộng với mức oxy giảm, được phát hiện bởi một bộ phận thụ thể hóa học bên trong dây thần kinh hầu họng và phế vị. Các chất thụ cảm hóa học này cung cấp phản hồi cho các trung tâm tim mạch về nhu cầu tăng hoặc giảm lưu lượng máu, dựa trên mức độ tương đối của các chất này.Hệ thống limbic cũng có thể tác động đáng kể đến HR liên quan đến trạng thái cảm xúc. Trong giai đoạn căng thẳng, không có gì lạ khi xác định nhịp tim cao hơn bình thường, thường đi kèm với sự gia tăng hormone căng thẳng cortisol. Những người trải qua sự lo lắng tột độ có thể biểu hiện các cơn hoảng sợ với các triệu chứng giống như những cơn đau tim. Những sự kiện này thường là thoáng qua và có thể điều trị được. Các kỹ thuật thiền đã được phát triển để giảm bớt lo lắng và đã được chứng minh là có thể hạ thấp nhịp độ nhân sự một cách hiệu quả. Thực hiện các bài tập thở sâu và chậm đơn giản khi nhắm mắt cũng có thể làm giảm đáng kể tình trạng lo lắng và nhịp tim này.